# 圖馬河
13°03′47″N 84°44′32.29″W / 13.06306°N 84.7423028°W
圖馬河（西班牙語：Río Tuma）是尼加拉瓜的河流，位於該國中北部，流經希諾特加省和馬塔加爾帕省，河道全長180平方公里，最終注入馬塔加爾帕大河，河畔城鎮有穆盧庫庫。